# Jardin de la Maison Sorolla (1918-1919)
Le Jardin de la Maison Sorolla est une huile sur toile du peintre post-impressionniste espagnol Joaquín Sorolla peinte entre 1918 et 1919. Le tableau fait partie du legs constitutif de la collection du Musée Sorolla.
La peinture montre un des jardins de la maison madrilène du peintre qui abrite aujourd'hui le Musée Sorolla. Le peintre dessina lui-même les plans préliminaires du jardin. La toile représente Le « Premier Jardin » qui fut créé d'après avec l'influence d'éléments andalous et des jardins de l'Alcazar de Séville. Cette partie a été la première être construite à la fin de 1911, lorsque la famille Sorolla déménagea à Madrid.
Entre 1915 et 1920 Sorolla peignit son jardin depuis des divers points de vue. Cette version est l'une des dernières. Elle représente la zone centrale d'un jardin espagnol typique : la source de marbre blanc au centre de laquelle naissent quatre chemins. Au fond on peut voir des plantes exubérantes qui grimpent à la façade de la maison et entourent le banc fait de azulejos. Le thème principal du tableau est la mise en valeur de la lumière qui crée un environnement intime, chaud et animé.